# María Estuardo (ópera)
María Estuardo (título original en italiano, Maria Stuarda) es una ópera seria en dos actos con música de Gaetano Donizetti y libreto en italiano de Giuseppe Bardari. Fue estrenada el 30 de diciembre de 1835 en el Teatro de La Scala de Milán. Forma parte de la Trilogía Tudor (junto con Anna Bolena y Roberto Devereux), que Donizetti compuso en torno a la figura de Isabel I de Inglaterra.

## Historia
Donizetti había pensado en Felice Romani para escribir el libreto, pero este se negó. El compositor contrató entonces a Giuseppe Bardari, un joven abogado de 17 años. Ya Donizetti había escogido la trama de la ópera, sería una pieza de Friedrich Schiller, que a su vez narra hechos ficticios sobre la reina María I de Escocia.
Como muchas otras óperas de la época, María Estuardo tuvo inconvenientes con la censura. Donizetti la compuso por encargo del Teatro San Carlo de Nápoles. Pero durante los ensayos, en 1834, recibió la orden de cambiar el texto para eliminar cualquier referencia a la disputa entre Isabel I de Inglaterra y María Estuardo, y la ejecución de esta última. La corte de Nápoles era para el momento la más conservadora de Europa.
Los cambios fueron comisionados a Pietro Salatino y se hicieron en cinco días. La nueva ópera se tituló Buondelmonte y se estrenó el 18 de octubre de 1834.
El estreno de la obra con el libreto original se realizó en Milán. La intérprete del personaje de María sería la célebre María Malibrán. Donizetti tuvo que realizar cambios para ajustarse nuevamente a la censura y para adaptar la parte de María a la voz soprano sfogato de la Malibran. A pesar de todo, la primera noche no fue exitosa. Luego de la sexta representación la ópera fue prohibida. Donizetti murió antes de verla nuevamente producida. En 1866, María Estuardo volvía al Teatro San Carlo, en esta ocasión con su libreto original; la dinastía Borbón ya no reinaba en la ciudad.
En 1958 la ópera fue exhumada en Bérgamo con dirección de Oliviero de Fabritiis pero su reinstauración definitiva en el repertorio internacional llegó en 1967 en Florencia con Leyla Gencer y Shirley Verrett. Le sucedieron exitosas producciones protagonizadas por Beverly Sills, Janet Baker (en idioma inglés), Montserrat Caballé, Joan Sutherland, Edita Gruberová y Mariella Devia.
Esta ópera se representa poco; en las estadísticas de Operabase aparece la n.º 107 de las óperas representadas en 2005-2010, siendo la 39.ª en Italia y la quinta de Donizetti, con 32 representaciones en el período.

## Personajes
| Personaje                                    | Tesitura     | Reparto el 30 de diciembre de 1835 Director: |
| -------------------------------------------- | ------------ | -------------------------------------------- |
| María I Estuardo (reina de Escocia)          | soprano      | María Malibrán                               |
| Isabel I de Inglaterra (reina de Inglaterra) | soprano      | Giacinta Puzzi Toso                          |
| Anna Kennedy (doncella de María)             | mezzosoprano | Teresa Moja                                  |
| Robert Dudley (Conde de Leicester)           | tenor        | Domenico Reina                               |
| William Cecil (tesorero de Isabel)           | barítono     | Pietro Novelli                               |
| Giorgio Talbot (consejero de Isabel)         | bajo         | Ignazio Marini                               |

## Argumento
La acción se desarrolla en Inglaterra en 1587, en el palacio de Westminster, Londres y el castillo de Fotheringhay, en Northamptonshire (Inglaterra). María, reina de Escocia, ha abandonado su reino y está presa por su prima Isabel, reina de Inglaterra, en el castillo de Fotheringay.

### Acto I
Escena 1: Corte de la reina Isabel en Westminster
En el palacio de Westminster, los cortesanos atienden a la llegada de la reina Isabel pues el matrimonio debe reunir las coronas de Inglaterra y de Francia. En realidad, la reina, aunque consciente de las ventajas de esta unión para su país, es atraída por otro hombre distinto al rey de Francia y ella confiesa su duda dentro de una graciosa cavatina Ah, quando all'ara scorgemi.
Aprovechando la atmósfera que reina, Talbot le pide a la reina que perdone a la reina María Estuardo, pero su canciller, Lord Cecil, aconseja ejecutarla. Isabel pide al cielo que la guíe en sus actos y amenaza con vengarse de María Estuardo si se confirma que, como ella supone, Leicester está enamorado de ella, pues es el hombre del que la reina Isabel está enamorada.
Leicester entra e Isabel le nombra embajador ante el rey de Francia. Tras la partida de la reina y de los cortesanos, Talbot le dice que ha estado con María Estuardo en Fotheringay y que la reina presa ha pedido la ayuda de Leicester y le remite la carta que ella le dirige. Leicester se conmueve por el mensaje y la belleza del retrato que le presenta (Ah, rimiro il bel sembiante) y promete ayudar a la prisionera. Pero Isabel regresa, exige ver el billete que tiene en la mano y se da cuenta de que María no sólo ambiciona su trono, sino también al hombre que ella ama. Leicester niega estar enamorado de la reina de Escocia, no sin elogiar apasionadamente su belleza, y, aunque no sin reforzar sus sospechas, convence a Isabel para ir a visitar a su prima en Fotheringay (Era d'amor l'immagine y Sul crin la rivale).
Escena 2: Castillo de Fotheringhay (en muchas interpretaciones modernas esta escena es llamada Acto II, haciendo que el acto final se convierta en Acto III)
En el parque de Fotheringay, María, acompañada por su criada Anna, evoca recuerdos felices de la vida que pasó en la corte de Francia donde se crio (Oh, nube ! che lieve per l'aria ti aggiri). Luego llega el equipaje de Isabel, que caza en las cercanías de castillo. María, preocupada por la idea de encontrarse en presencia de su prima, se apresura a abandonar el lugar cuando llega Leicester, quien le aconseja someterse al mismo tiempo que promete vengarla si la reina se mantiene insensible a sus oraciones. Al final de su dúo, le pide a María que se case con él.
María se marcha y Leicester acoge a Isabel. Viendo María que Talbot está en su busca, ella rechaza hablar y murmura: E sempre la stessa, superba, orgogliosa ("Ella siempre es la misma, altiva, arrogante"). María se ve obligada a arrodillarse ante su prima y para implorar su perdón. Pero la reina la responde y, en un tono sarcástico, la acusa de haber traicionado y asesinado a su marido, Darnley, y luego culpa a Leicester quien intenta consolar a María. María responde con insultos a su prima, a la que trata de figlia impura di Bolena («hija impura de Ana Bolena») y de bastarda. La reina la condena a muerte y el acto culmina con un magnífico sexteto.

### Acto II
Escena 1: Una habitación en los apartamentos de la reina Isabel
En el palacio de Westminster, Isabel aún no ha firmado la sentencia de muerte, dudando todavía (Quella vita a me funesta) pero siendo presionada por Lord Cecil. En esto, aparece Leicester y pide misericordia para María, pero la Reina fríamente lo rechaza, se decide finalmente a condenar a María y ordena a su amante que asista a la ejecución.
Escena 2: La habitación de María
En Fotheringay, María se confiesa con su fiel Talbot en una famosa escena. María cree ver el fantasma de su segundo marido, Darnley (al que el libretista llama Arrigo): Delle mie colpe lo squallido fantasma. Entonces recuerda dolorosamente a Rizzio (Quando di luce rosea) y niega cualquier participación en el asesinato de su marido, que ella atribuye a los celos de Isabel.
Escena 3: El patio en Fotheringhay
Los partidarios de María se indignan y Ana trata de calmarlos, acusándolos de perturbar las horas finales de su señora. Ruega a Dios de manera tranquila y patética (Deh! tu di un umile preghiera) mientras que se oye el primero de los tres disparos de cañón que anuncian la ejecución de la pena capital. Cecil viene a anunciar que Isabel le concede una última voluntad. María exige que Ana la acompañe justo hasta el pie del patíbulo (Di un cor che more). Leicester, molesto, aparece y el segundo cañonazo provoca su última protesta de inocencia (Ah, se un giorno da queste ritorte). Al tercer cañonazo, María camina, con la cabeza alta, hacia la muerte.

## Grabaciones
Hay una grabación histórica según La discoteca ideal de la ópera, de Roger Alier y otros, la dirigida por Nello Santi (1972, grabación en directo), con Montserrat Caballé (Maria), Michèle Vilma (Elisabeta), José Carreras (Leicester), Maurizio Mazzieri (Talbot), Ruth Bezinian (Anna) y Enric Serra (Cecil). Coro y Orquesta Lírica de la ORTF. MEMORIES

Otras grabaciones:
- 1967 - Carlo Felice Cillario / Montserrat Caballé (Maria), Eduard Giménez (Leicester), Shirley Verrett (Elisabetta)
- 1972 - Aldo Ceccato / Beverly Sills (Maria), Stuart Burrows (Leicester), Eileen Farrell (Elisabetta); (Deutsche Grammophon)
- 1974 - Richard Bonynge / Joan Sutherland (Maria), Luciano Pavarotti (Leicester), Huguette Tourangeau (Elisabetta); (Decca)
- 1989 - Giuseppe Patané / Edita Gruberová (Maria), Francisco Araiza (Leicester), Agnes Baltsa (Elisabetta); (Philips)
- 2007 - Riccardo Frizza / Maria Pia Piscitelli (Maria), Roberto di Biasio (Leicester), Laura Polverelli (Elisabetta), NAXOS DVD
- 2008 - Antonino Fogliani / Mariella Devia (Maria), Francesco Meli (Leicester), Anna Caterina Antonacci (Elisabetta), AH DVD